# Der Widerspenstigen Zähmung

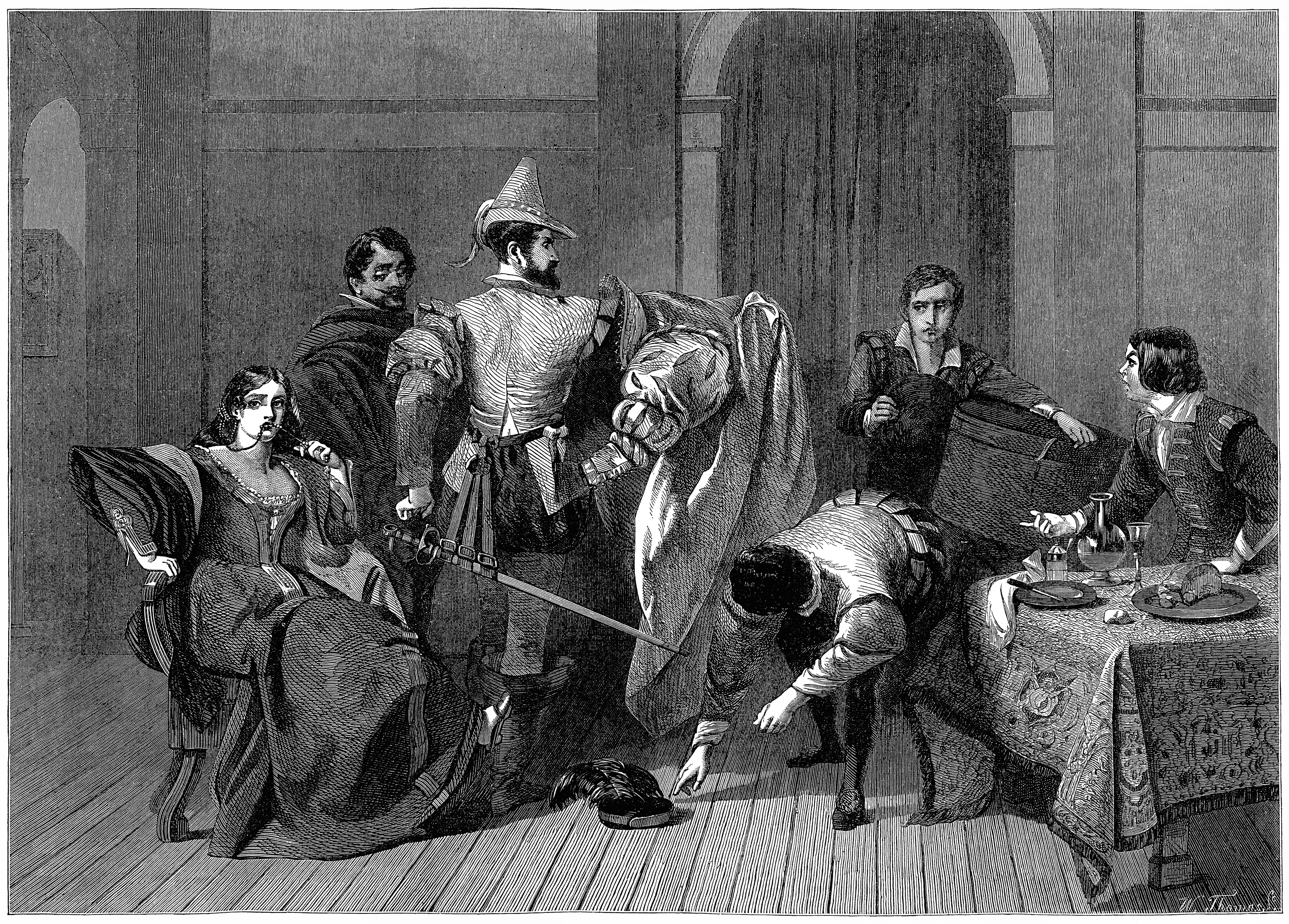
Der Widerspenstigen Zähmung von Charles Robert Leslie

Der Widerspenstigen Zähmung (engl. The Taming of the Shrew) ist eine Komödie von William Shakespeare. Das Werk spielt in der italienischen Stadt Padua und handelt von dem reichen Kaufmann Baptista und den Umständen der Heirat seiner beiden Töchter Bianca und Katharina.  Shakespeare hat das Werk vermutlich spätestens im Sommer 1592 fertiggestellt.  Als Quelle diente ihm neben volkstümlichen Motiven und Überlieferungen auch George Gascoignes Komödie The Supposes (1566). Das erste überlieferte Aufführungsdatum geht aus einem Eintrag in Henslowes Tagebuch vom Juni 1594 hervor. Der einzige authentische Text findet sich in der First Folio von 1623. Frühe Adaptionen und Übersetzungen belegen, dass das Stück zu Shakespeares Zeit sehr beliebt war. Aufgrund der misogynen Handlung gilt das Werk spätestens seit dem ausgehenden 19. Jahrhundert und der beginnenden Frauenbewegung allgemein als „problem play“ und wird heute vor allem unter dem Aspekt der frühneuzeitlichen Geschlechterpolitik gesehen. Die Theatergeschichte des Stückes ist dessen ungeachtet bis in die heutige Zeit eine  Erfolgsgeschichte geblieben, in der The Taming of the Shrew kaum historisierend oder als Klassiker aufgeführt, sondern in den unterschiedlichsten Aktualisierungen inszeniert worden ist.

## Handlung
Im Prolog der Rahmenhandlung wird Schlau, ein stets betrunkener Kesselflicker, unsanft aus einer Gastwirtschaft entfernt, nachdem er randaliert hat. Er bleibt auf der Straße liegen und schläft ein. Ein Lord, der mit seinem Gefolge von der Jagd nach Hause zurückkehrt, sieht ihn liegen und nimmt ihn mit auf sein Schloss. Er will sich einen Spaß mit dem Mann erlauben. Als Schlau zu sich kommt, liegt er sauber gewaschen und parfümiert in einem reinen Bett, mit Dienerschaft um sich herum. Man redet ihm ein, er sei ein Lord, der 15 Jahre an einer Geisteskrankheit gelitten habe und nun zum Glück seiner Familie und der Dienerschaft wieder zu sich gekommen sei. Vor allem seine Frau – ein hübscher junger Diener, der flugs in Frauenkleider gesteckt wurde – sei nun glücklich, ihren Liebsten wieder bei sich zu wissen. Man redet Schlau ein, dass sein bisher gelebtes Leben nichts als ein Traum gewesen sei, bis er die Geschichte schließlich selbst glaubt. Als eine fahrende Theatertruppe auf das Schloss kommt, spielen ihm die Schauspieler auf Weisung des Lords die folgende Komödie vor.
Ort der Handlung ist Padua. Lucentio verliebt sich in Bianca, die jüngere der beiden Töchter Baptistas. Doch hat Baptista bestimmt, dass er eine Heirat seiner jüngeren Tochter nicht erlauben werde, bevor seine ältere Tochter Katharina geheiratet hat. Um Bianca zu gewinnen, muss Lucentio deshalb nicht nur die Mitbewerber Hortensio und Gremio aus dem Weg räumen, sondern auch einen Ehemann für die widerspenstige Katharina, für die sich kein Mann interessiert, finden. Da trifft es sich, dass Petruchio, ein alter Bekannter Hortensios, auftaucht und auf der Suche nach einer reichen Partie ist. Petruchio erweist sich in einem Wortgefecht als ebenbürtiger Gegner für Katharina und erklärt ihr, er werde sie heiraten, ob sie wolle oder nicht („will you, nill you, I will marry you“, II.i.263). Schließlich widerspricht Katharina nicht mehr, als Petruchio sagt: „Kiss me, Kate, we will be married o’ Sunday“ (II.1.320). Zur Hochzeit kommt Petruchio demonstrativ zu spät und auffallend schlecht gekleidet. Anschließend nimmt er seine neue Ehefrau mit in sein Haus, wo er ihr alle Annehmlichkeiten des Wohlstands vorenthält, und zwar aus vorgeblicher Fürsorge für seine frisch Angetraute. Nach wenigen Tagen, in denen Petruchio sie zu zähmen versucht, muss sich Katharina geschlagen geben, woraufhin Petruchio einwilligt, sie anlässlich der Hochzeit Biancas nach Padua zu begleiten. Auf der Fahrt sagt Petruchio zur Mittagszeit, wie hell der Mond scheine; als Katharina erwidert, die Sonne scheine, weigert er sich, die Fahrt fortzusetzen, bis Katharina zugebe, dass es der Mond sei. Schließlich gibt Katharina nach, worauf Petruchio behauptet, es sei die Sonne.
Lucentio ist es derweil mit einigen Tricks gelungen, Biancas Herz und das Einverständnis ihres Vaters zu gewinnen. Nach dieser Hochzeit wetten die Männer auf einem Bankett, wessen Frau wohl am ehesten dem Ruf ihres Mannes gehorcht. Alle Gäste sind erstaunt, als sich Katharina als die Gehorsamste erweist. Das Stück endet mit einem Monolog der vormals Widerspenstigen, in dem sie ein Loblied auf die Unterwürfigkeit der Frauen singt.
Im Epilog der Rahmenhandlung der Originalversion ist Schlau, als die Aufführung beendet ist, wieder tief und fest eingeschlafen. Der Lord ordnet nun an, den Mann wieder auf die Straße vor das Lokal zu legen, wo er schließlich erwacht, um nach Hause zu seiner Frau zu torkeln, die ihm „die Leviten lesen“ wird.

## Literarische Vorlagen und kulturelle Bezüge
Die drei verschiedenen Handlungsstränge, die Shakespeare in seiner Komödie miteinander verknüpft, beruhen auf separaten Quellen und Vorlagen, die allesamt in einer langen Erzähltradition stehen.
Die Rahmenhandlung um den betrunkenen Kesselflicker Schlau, der von einer übermutigen Hofgesellschaft zum Spaß als Schlossherr behandelt wird, als er aus seinem Rausch erwacht, und dem das eigentliche Lustspiel vorgeführt wird, enthält ein volkstümliches Motiv, das sich bereits in den Märchen aus 1001 Nacht findet. Es ist in zahlreichen Balladen überliefert und wird später beispielsweise in Gerhart Hauptmanns Komödie Schluck und Jau (1899) wieder aufgenommen.
Die Zähmung der kratzbürstigen Katharina durch Petruchio beruht auf einem seit dem Mittelalter populären Motiv, das nicht nur in ganz England, sondern ebenso in Nordeuropa in stets neuen Variationen immer wieder aufgegriffen und durchgespielt wurde. So gab es in England massenhaft Balladen wie etwa A Merry Jest of a Shrewed and Cursed Wife (um 1550), Geschichten und Witze über die shrew, eine zänkische und widerborstige Frau oder einen „Weibsteufel“.
In der vorshakespeareschen Überlieferung wird der Typus der shrew jedoch anders als in Shakespeares Komödie stets durch eine zänkische Ehefrau und nicht durch ein unverheiratetes Mädchen verkörpert. Im Gegensatz zu Shakespeares Stück versucht der Ehemann in diesen überlieferten Darstellungen, sich seinerseits äußerst brutal mit Prügeln und Handgreiflichkeit durchzusetzen. So wird zum Beispiel die zänkische Ehefrau in A Merry Jest von ihrem Mann zusammengeschlagen und mit den Häuten eines toten Pferdes umwickelt.
Die Nebenhandlung um Bianca und ihre drei Freier steht dagegen in einer eher literarischen Tradition und fußt zum Teil auf der Komödie The Supposes (1566) von George Gascoigne, deren Plot von Shakespeare allerdings erheblich umgewandelt wurde. Gascoignes Werk stellt seinerseits wiederum eine Übersetzung und Bearbeitung der Komödie I Suppositi (1509 in Prosa, 1528–1531 in Versfassung) von Ludovico Ariosto dar.
Shakespeare nutzt in seinem Stück das literarische Motiv der supposes («Täuschungen» und «Verwechslungen»), das Gascoigne als das „Verkennen oder Imaginieren einer Sache für eine andere andere“ definiert hatte, vor allem, um die drei unterschiedlichen Teilhandlungen und verschiedenen Handlungsstränge thematisch miteinander zu verweben.
Letztlich lassen sich jene Handlungen um junge Männer, ihre Liebesintrigen oder ihre Auseinandersetzungen mit ihren Vätern auf den römischen Komödiendichter Plautus zurückführen, dessen Werke in der elisabethanischen Zeit weit verbreitet und in den gebildeten Schichten als schulische Lektüre bekannt waren. Ariostos Komödie zeigt unverkennbare Anleihen aus Plautus’ Captivi, die Shakespeare wiederum aufnimmt mit der Namensgebung der beiden Diener Tranio und Grumio nach Plautus’ Mostellaria.

## Text und Datierung

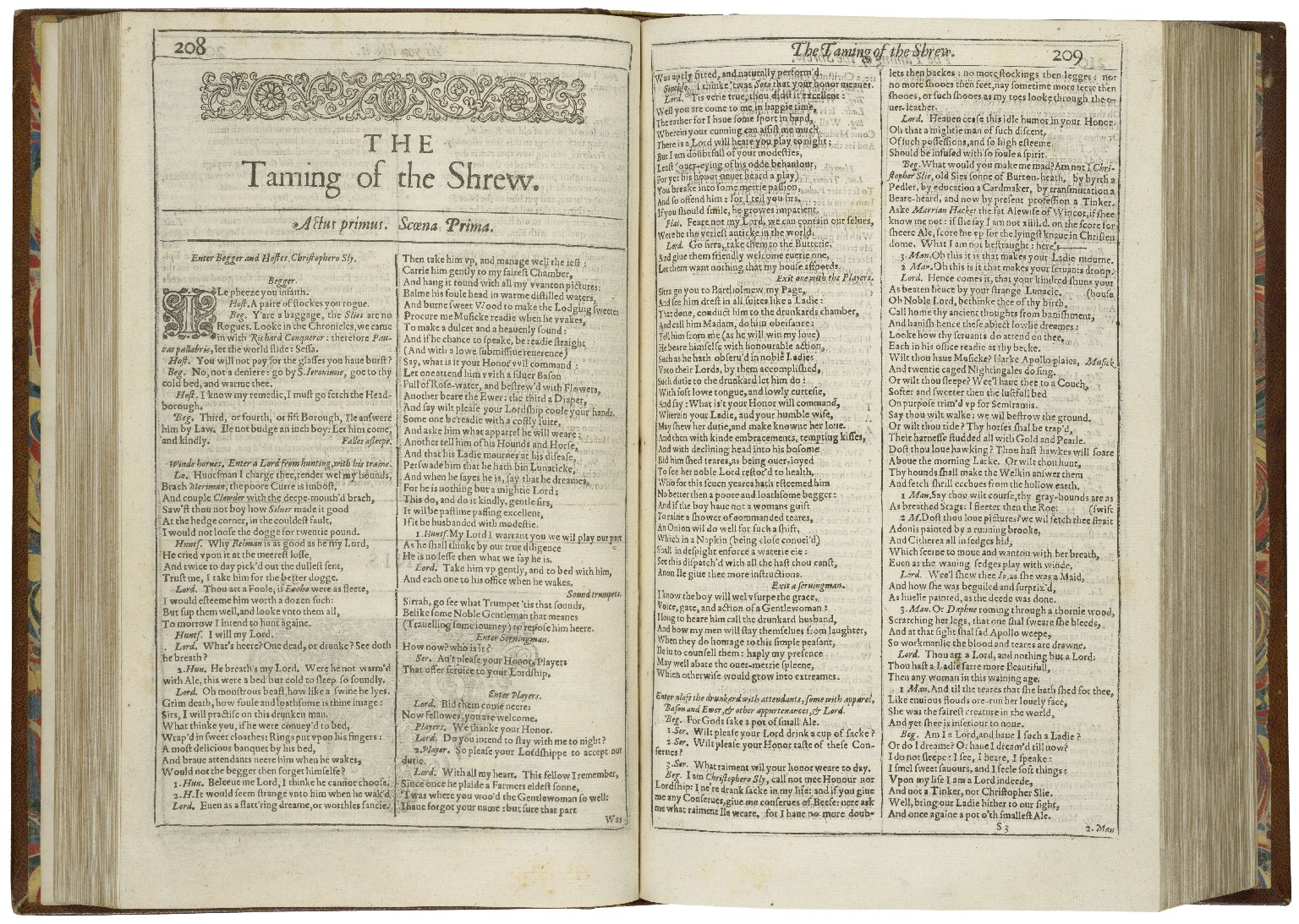
The Taming of the Shrew, First Folio, 1623.

Bei dem gegenwärtigen Stand der Diskussion gilt Der Widerspenstigen Zähmung in der Shakespeareforschung ungeachtet der Problematik einer genauen Datierung der Entstehungsgeschichte des Werkes allgemein als eine der frühen Komödien Shakespeares und wird üblicherweise in eine Gruppe mit The Two Gentlemen of Verona und The Comedy of Errors eingeordnet.
Alle modernen Ausgaben von The Taming of the Shrew beruhen auf dem Erstdruck in der Folioausgabe von 1623, dem wahrscheinlich entweder eine Entwurfsfassung Shakespeares oder eine für den Theatergebrauch provisorisch bearbeitete Umschrift seiner foul papers zugrunde lag. Das für den Foliodruck verwendete Manuskript war offensichtlich an verschiedenen Stellen für die Theaterarbeit redigiert worden, was sich beispielsweise an der Einfügung von Schauspielernamen anstelle der Figurennamen erkennen lässt.
Eine genaue Datierung der Werkentstehung ist bis heute fraglich, da die Überlieferungsgeschichte des Stückes bislang nicht eindeutig geklärt werden konnte. Eine solche Aufklärung der Entstehungsgeschichte wird dadurch erschwert, dass es eine ähnliche Komödie gibt, die 1594, also knapp dreißig Jahre vor der Folioausgabe, anonym erschien. Dieses Werk ohne Angabe eines Verfassers trägt den nahezu identischen Titel The Taming of a Shrew und enthält auch im Inhalt und im Aufbau verschiedene Übereinstimmungen. Zwar spielt die Handlung in Athen und die meisten Figuren tragen einen anderen Namen; es werden dennoch die gleichen drei Teilgeschichten kombiniert, wenn auch mit einer dramatischen Strukturierung in deutlich primitiverer Form. Auch die Dialoge stimmen an verschiedenen Stellen im Wortlaut überein, sind jedoch insgesamt unabhängig voneinander formuliert.

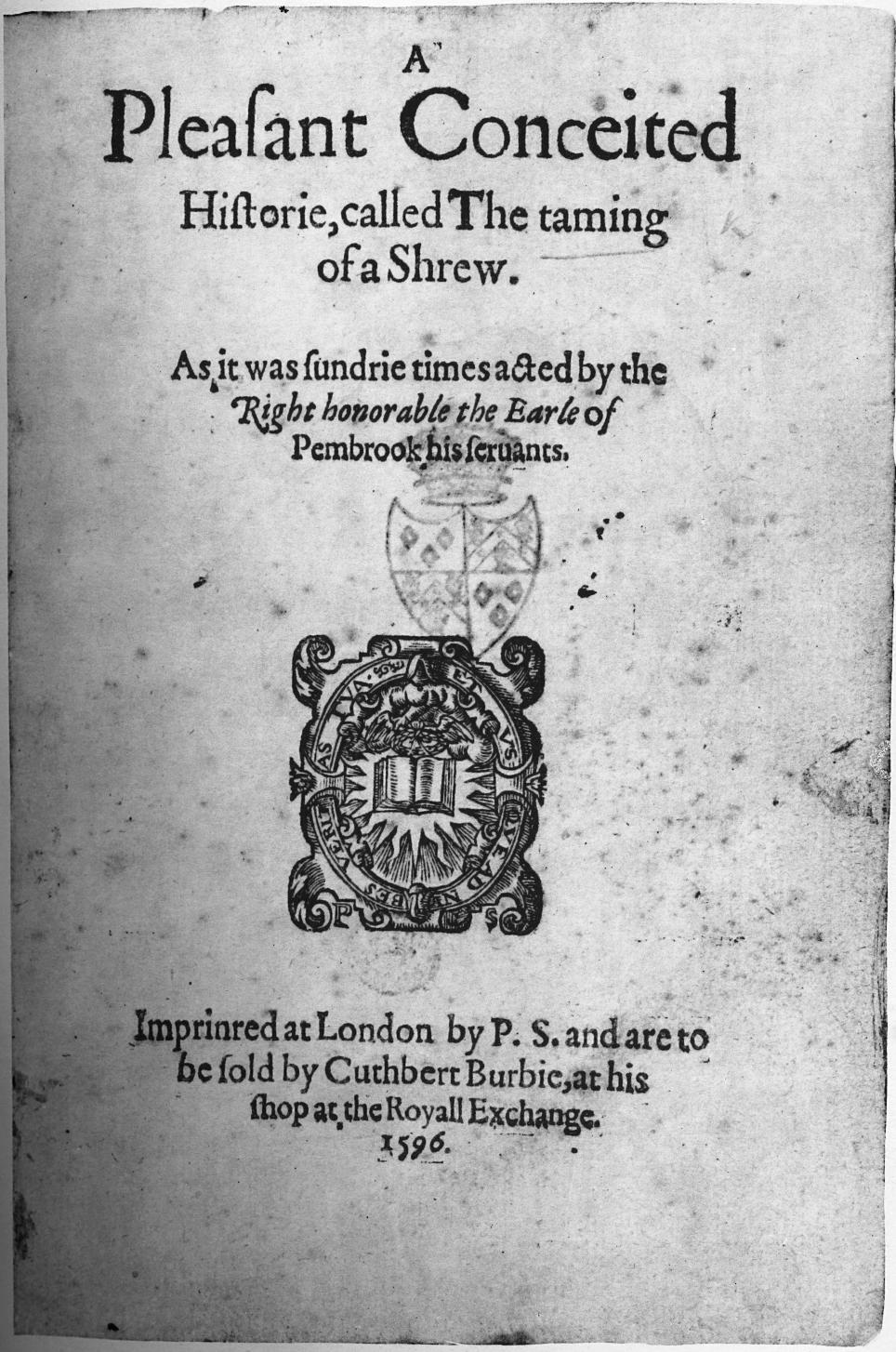
The Taming of a Shrew, Quarto 2, 1596.

Unbestreitbar besteht zwischen diesen beiden Stücken ein enger Zusammenhang; die genaue Art der Beziehung und das Verhältnis der beiden Werke zueinander lässt sich allerdings aus heutiger Sicht nicht eindeutig oder mit hinreichender Sicherheit bestimmen. Es lassen sich grundsätzlich drei mögliche Hypothesen aufstellen, die in verschiedenen Varianten in der bisherigen Forschungsgeschichte vertreten wurden:
(1) bei A Shrew handelt es sich um eine Vorstufe von Shakespeares The Shrew, die entweder von einem anderen Autor verfasst oder von Shakespeare in jüngeren Jahren selbst geschrieben wurde;
(2) trotz des früheren Erscheinungsdatums stellt A Shrew eine abgeleitete Version von The Shrew dar, möglicherweise eine Rekonstruktion aus dem Gedächtnis, mithin eine Art bad quarto, bei der umfangreichere Teile neu abgefasst wurden;
(3) die beiden Stücke gehen auf eine verloren gegangene gemeinsame Urfassung zurück.
Im Gegensatz zu früheren Shakespeare-Gelehrten, die eher der ersten Hypothese folgten und die Werkentstehung damit auf den Zeitraum nach 1594 datierten, tendiert die neuere Forschung überwiegend dazu, The Shrew als Quelle für A Shrew zu sehen.
Auch aufgrund anderer Kriterien und Begleitumstände wird von heutigen Shakespeare-Forschern auf diesem Hintergrund eine Datierung der Entstehung von The Taming of the Shrew um oder vor 1593, etwa 1592, angenommen, wobei manches allerdings weiterhin fraglich bleibt.

## Rezeptionsgeschichte
The Taming of the Shrew gilt als ein Werk, das in der Literaturwissenschaft und -kritik allgemein den Ruf hat, dass es sich besser spielen als lesen lasse. Zumeist ist dies, obwohl es einen wesentlichen Aspekt berührt, als eine vorsichtige Distanzierung vom Inhalt des Stückes zu verstehen. Die dramaturgische Konstruktion und die theatralische Wirksamkeit dieses Schauspiels werden zumeist innerhalb der frühen Shakespeare-Komödien als überragend eingeschätzt. Trotz ihrer engen Verzahnung verlaufen die Haupt- und Nebenhandlung unabhängig, jedoch komplementär sowie kontrastierend. Thematisch behandeln die verschiedenen Handlungsstränge nicht nur unterschiedliche Formen der Werbung, sondern bieten zugleich vielfältige Formen des Theatervergnügens. Die komplexe Handlung um Bianca enthält eine Reihe von Intrigen, Tricks und erstaunlichen Wendungen, während die Zähmungshandlung dagegen vergleichsweise simpel ausfällt.
Während die Komödien vor allem in der damaligen Zeit für das Publikum in erster Linie eine Konzentration auf die Auseinandersetzungen zwischen zwei dramatischen Figuren beinhalteten, wird in The Taming of the Shrew der Schluss nicht allein als üblicherweise vorhersehbarer Vollzug der vorangegangenen Harmonisierungstendenzen dargeboten, sondern durch die Wette der drei jungen Ehemänner sowie die Einbeziehung aller Personen am Ende zudem nochmals zu einem „Drama im Kleinen“ gestaltet. Was sich in den Bühnenfiguren oder zwischen ihnen abspielt, wird nicht so sehr vornehmlich durch verbale Äußerungen zum Ausdruck gebracht, sondern vielmehr in anschaulichen Aktionen umgesetzt. Auf diesem Hintergrund stellt die Theatergeschichte des Stückes eine kontinuierliche Erfolgsgeschichte dar; bereits in der Anfangszeit wies dieses Schauspiel einen hohen Bekanntheitsgrad auf, der schon durch zahlreiche Anspielungen und Zitate in anderen zeitgenössischen Stücken bezeugt wird. Diese Popularität wurde von verschiedenen Nachahmern oder Fortsetzern anschließend ausgiebig genutzt.
Nachfolgende Aufführungen von The Taming of the Shrew wurden nahezu ausnahmslos in aktualisierender Form, nicht jedoch als historisierende Inszenierungen bzw. als Klassiker auf die Bühne gebracht, und dies nicht erst in modernen Darbietungen, in denen Petruchio Motorrad fährt oder die jungen Leute in Padua in anachronistischer Form Jeans tragen. Länger als alle anderen Shakespeare-Komödien wurde das Stück bis zur Mitte des 19. Jahrhunderts nahezu ausschließlich in Bearbeitungen oder Adaptionen gespielt, die akzentuiert das herausstellten, was die jeweilige Epoche in besonderer Weise als theaterwirksam empfand. So wurde beispielsweise in der zweiten Hälfte des 17. Jahrhunderts das Stück in einer Bühnenfassung präsentiert, die das Klamaukhafte in den Vordergrund der Inszenierung stellte. Ab der Mitte des 18. Jahrhunderts wurde die damalige Aufführungspraxis beherrscht von David Garricks Bearbeitung Catherine and Petruchio, die in ihrer Fassung den Akzent vorrangig auf die Zähmungshandlung legte.
Ungeachtet des fortwährenden theatergeschichtlichen Erfolgs des Stückes und seiner zahlreichen Bearbeitungen im Theaterwesen ist diese Komödie Shakespeares spätestens seit dem ausgehenden 19. Jahrhundert und der beginnenden Frauenbewegung aus Sicht der Literaturwissenschaft und Kritik generell zu einem „Problem Play“ geworden.
So wurde in der Rezeptionsgeschichte des Werkes erstmals bereits Ende des 18. Jahrhunderts Kritik an den misogynen Handlungselementen und Tendenzen des Stückes laut und beispielsweise von E. Griffins schon 1775 Zweifel angemeldet, ob der von Katharina am Ende des Dramas propagierte bedingungslose Gehorsam moralisch vertretbar sei. Selbst wenn man Kates Unterwerfungsrede am Ende, mit der sie Petruchio seine Wette gewinnen lässt, so versteht, dass sie nur augenzwinkernd und ironisch die unterwürfige Gezähmte spielen sollte, wäre dies immer noch das Spiel des Mannes, das heißt, seine patriarchalische Autorität bliebe unangetastet. In gleicher Hinsicht bezeichnete G.B. Shaw 1897 Shakespeares The Taming of the Shrew als höchst peinliche „von der Herr-der-Schöpfung-Moral der Wette“. Kritisiert wurde fortan in der weiteren literaturgeschichtlichen Rezeption des Werkes insbesondere die von den Kritikern immer wieder hervorgehobene Ruppigkeit und Vulgarität Petruchios im Umgang mit Kate, die aus Sicht der Kritiker deutlich unter Beweis stellt, dass im Prinzip die Doktrin von der absoluten Herrschaft des Mannes am Ende immer noch gelte. Vor allem Petruchios Inanspruchnahme der Frau als Besitz: „I will be master of what is mine own. /She is my goods,my chattels, my field, my barn, / My horse, my ox, my ass, my any thing“ (II,2,229-232) und die Predigt Katharinas über die Unterwerfungspflicht der Frau (V,2, 136-179) werden seitdem auch in der nachfolgenden jüngeren literaturwissenschaftlichen Diskussion und Kritik bis in die Gegenwart durchgängig als höchst anstößig betrachtet.
Auf der Grundlage dieser im Text des Werkes nicht bestreitbaren, offensichtlich misogynen Passagen lässt sich die Geschichte der literaturkritischen Rezeption des Werkes laut Suerbaum bis heute eigentlich nur als ein Versuch verstehen, die als durchaus problematisch oder anfechtbar geltenden Stellen des Werkes apologetisch zu rechtfertigen, mit je nach historischer Epoche unterschiedlichen Strategien der Rechtfertigung. Eine frühe, recht simple Strategie bestand darin, wie bei anderen problematischen oder missliebigen Werken Shakespeares auch, dessen Autorenschaft anzuzweifeln oder aber ihm zumindest seine Alleinverantwortung als Verfasser abzusprechen. Zudem wurden diesbezüglich in der historischen Forschung Argumente dahingehend vorgebracht, die Stellung des Ehemannes in der Familie sei zu Shakespeares Zeit als Analogon zur Königsherrschaft angesehen worden, wobei Petruchios gewaltlose Zähmung Kates im geschichtlichen Kontext daher als Fortschritt gedeutet werden könne.
Bis ins 20. Jahrhundert wurde das Werk vor allem als „eine um Intrigen bereicherte Posse“ gesehen. Petruchios Vorgehen wurde dabei immer wieder als „vorbildlich“ verstanden, obwohl seine Handlungen und Sprüche als farcenhafter Klamauk oder Übertreibung betrachtet und interpretiert wurden. Wie Suerbaum herausstellt, existierte die Gattung der Farce im elisabethanischen Drama als eigenständiges Genre allerdings überhaupt noch nicht.
In neueren Veröffentlichungen werden vor allem zwei andere Strategien der Umdeutung der beanstandeten Passagen verfolgt, zum einen durch eine Betonung des Rollenspiels in der Bühnengesellschaft (das heißt, Petruchio und Katharina verstellen sich selbst und spielen daher nur eine bestimmte Rolle, ohne im Wesen so zu sein). Zum anderen verweist eine zweite Strategie der Um- oder Neudeutung in der jüngeren Kritik auf die Entwicklung Katharinas von der als shrew verrufenen Außenseiterin zu einer integrierten Persönlichkeit, was somit bedeuten würde, Petruchio ist nicht länger ausschließlich als Zähmer oder Bezwinger Kates zu sehen, sondern könnte auch als eine Art Therapeut verstanden werden, der ihr zur Selbstfindung verhilft.
Die Tendenz der das Stück bejahenden Interpretation bleibt jedoch auch hier apologetisch; das Spiel mit Petruchios machohaften Handlungen oder Aktionen und Sprüchen hat unbestreitbar mit Sexismus zu tun; laut Suerbaum ist The Taming of the Shrew „eine Männerphantasie, und zwar eine die ihren eigenen Anspruch zugleich forsch vorträgt und subversiv untergräbt“.

## Übersetzungen
Die erste deutsche Übersetzung, für die sich Johann Joachim Eschenburg verantwortlich zeigte, erschien 1779 unter dem Titel Die Kunst, eine Widerbellerinn zu zähmen. In der klassischen deutschen Shakespeare-Ausgabe, der Schlegel-Tieck-Übersetzung, erschien Der Widerspenstigen Zähmung 1831 in der Übersetzung von Wolf Heinrich Graf von Baudissin. Neuere, zeitgemäße Übersetzungen gibt es u. a. von Erich Fried, Frank Günther und Anna Cron. Günther und Cron berücksichtigten die Originalfassung, die ursprünglich Robert Greene zugesprochen wird. In ihr erscheint die Rahmenhandlung mit dem betrunkenen Schlau nicht nur als Prolog, sondern auch als Epilog. Der Trinker erwacht vor dem Pub, aus dem man ihn zuvor hinausgeworfen hatte. Damit relativiert sich die „Zähmung“. Sie könnte ein Traum des betrunkenen Mannes sein.

## Textausgaben
Gesamtausgaben
- John Jowett, William Montgomery, Gary Taylor und Stanley Wells (Hrsg.): The Oxford Shakespeare. The Complete Works. Oxford University Press, Oxford 2005, ISBN 978-0-199-267-187
- Jonathan Bate, Eric Rasmussen (Hrsg.): William Shakespeare Complete Works. The RSC Shakespeare, Macmillan Publishers 2008, ISBN 978-0-230-20095-1

Englisch
- Harold James Oliver (Hrsg.): The Taming of the Shrew. The Oxford Shakespeare. Oxford University Press, Oxford 1984, ISBN 0-19-281440-0.
- Barbara Hodgdon (Hrsg.): The Taming of the Shrew. The Arden Shakespeare : Third Series. Bloomsbury, London 2010, ISBN 978-1-903436-93-6.

Deutsch
- Thomas Rüetschi (Hrsg.): William Shakespeare: The Taming of the Shrew. Englisch-Deutsche Studienausgabe. Stauffenburg, Tübingen 1988, ISBN 3-86057-550-3.
- Frank Günther (Hrsg.): William Shakespeare: Der widerspenstigen Zähmung. Zweisprachige Ausgabe. Deutscher Taschenbuch Verlag, 2009 München, ISBN 978-3-423-12750-9.